# 孙君一
孙君一（1911年—1967年），男，陕西延长人，中华人民共和国政治人物，曾任宁夏回族自治区人民委员会副主席，第二届全国人大代表。